# Bergbarbett
Bergbarbett (Psilopogon monticola) är en fågel i familjen asiatiska barbetter inom ordningen hackspettartade fåglar.

## Utseende och läte
Bergbarbetten är gräsgrön ovan, ljusgrön under, med ljusblått huvud och smutsvit strupe. Ett lysande rött streck syns på huvudets baksida. Sången består av ihåliga ekande toner liknat vid en vattenflaska som töms.

## Utbredning och systematik
Fågeln förekommer i bergsområden på norra Borneo. Den behandlas som monotypisk, det vill säga att den inte delas in i några underarter.

### Släktestillhörighet
Arten placerades tidigare liksom de allra flesta asiatiska barbetter i släktet Megalaima, men DNA-studier visar att eldtofsbarbetten (Psilopogon pyrolophus) är en del av Megalaima. Eftersom Psilopogon har prioritet före Megalaima, det vill säga namngavs före, inkluderas numera det senare släktet i det förra.

## Levnadssätt
Bergbarbetten förekommer i bergsskogar och skogsbryn, där den är relativt vanlig, framför allt mellan 600 och 1200 meters höjd. Den kan diock vara svår att få syn på. Lättast att hitta den är vid fruktbärande träd, där den ibland slår följe med artblandade flockar.

## Status och hot
Arten har ett stort utbredningsområde, men tros minska i antal, dock inte tillräckligt kraftigt för att den ska betraktas som hotad. Internationella naturvårdsunionen IUCN listar arten som livskraftig (LC).